# Aglauco Casadio
Aglauco Casadio, né le 23 novembre 1917 à Faenza et mort en 2006 à Rome, est un réalisateur et scénariste italien.

## Biographie
Il a bénéficié de la loi Bacchelli.

## Filmographie partielle

### En tant que réalisateur
- 1952 : Piccolo cabotaggio pittorico (documentaire)
- 1958 : Un morceau de ciel (Un ettaro di cielo) (+ scénariste)
- 1961 : Clerici (documentaire)
- 1961 : Cinque leoni un soldo (court-métrage)
- 1963 : La ferriera abbandonata (court-métrage)